# Eurimar Nunes de Miranda
Eurimar Nunes de Miranda (Canto do Buriti, 28 de janeiro de 1948) é um empresário, agropecuarista e político brasileiro que foi deputado estadual pelo Piauí e prefeito de Canto do Buriti.

## Dados biográficos
Filho de Adroaldo de Miranda Rocha e Eurídice Nunes de Miranda. Sua carreira política começou ao eleger-se deputado estadual pelo PDS em 1990 sendo reeleito pelo PPR em 1994. Sua atuação parlamentar terminou em 1996 ao eleger-se prefeito de Canto do Buriti pelo PPB, embora tenha sido derrotado ao buscar a reeleição no ano 2000.
Filiado ao PMDB, foi vencido ao buscar uma vaga na Assembleia Legislativa do Piauí em 2002 e perdeu as eleições para prefeito de Canto do Buriti pelo PP em 2004. Assessor técnico da Secretaria de Governo do Piauí nos dois governos de Wilson Martins, aproximou sua família do PSB.